# Crnac
Crnac es un municipio de Croacia en el condado de Virovitica-Podravina.

## Geografía
Se encuentra a una altitud de 96 m s. n. m. a 219 km de la capital nacional, Zagreb.

## Demografía
En el censo 2011 el total de población del municipio fue de 1 456 habitantes, distribuidos en las siguientes localidades:
- Breštanovci - 153
- Crnac - 494
- Krivaja Pustara -  3
- Mali Rastovac - 54
- Milanovac -  54
- Novo Petrovo Polje -  164
- Staro Petrovo Polje - 182
- Suha Mlaka -  105
- Veliki Rastovac -  238
- Žabnjača - 9

| Gráfica de población de Crnac 1857-2011                             |
|                                                                     |
| Según los censos de población de la oficina estadística de Croacia. |